# Clarisses Farnesianes
Les Clarisses de la Més Estricta Observança o Clarisses Farnesianes són un institut femení de vida consacrada de l'Església catòlica, concretament un orde religiós mendicant de clausura. Forma part del Segon Orde de Sant Francesc, com a reforma observant de l'Orde de Santa Clara. Les monges que en formen part posposen al seu nom les sigles O.S.C. Pel rigor de la seva vida són conegudes popularment com a les sepultades vives.

## Història
Van néixer a Roma per obra de la monja clarissa Francesca de Jesús i Maria, al segle Isabella Farnese. Isabella (Parma, 1593 - Roma, 1651) era filla del duc de Latera; desfigurada de nena per un accident, fou destinada pels pares a la vida monàstica. Primer ho refusà, però amb el temps va abraçar amb entusiasme la vida entre les clarisses de San Lorenzo in Panisperna de Roma. Hi portà una actitud molt rigorosa, amb una vida basada en l'oració, la penitència i la mortificació corporal; aquesta manera d'entendre la regla provocà divisions en el si de la comunitat.
Pensava que l'orde necessitava una observança més rigorosa, convencé son pare perquè construís un nou monestir. Mario Farnese, el duc, valorà el prestigi que aportaria a la família la fundació i li atorgà el convent franciscà de San Rocco de Farnese (província de Viterbo). Francesca s'hi instal·là el 9 de maig de 1618 amb un grup de companyes i donà a l'establiment el nom de Santa Maria delle Grazie, posant-lo sota la guia de la seva germana Violante Farnese i de Virginia degli Atti, monja del monestir de Santa Elisabetta di Amelia.
La seva regla cercava una espiritualitat interior basada en la pobresa absoulta i el retorn als principis de l'orde amb una estricta observança. Una de les característiques foren les mortificacions i penitències, fins al punt que provocaven danys en la salut de les novícies. Aquest aspecte provocà conflictes amb les autoritats de l'orde i la seva mateixa família, que no volia una regla tan dura. Alessandro Carissimi, bisbe de Castro, li donà suport i en 1625 encarregà a Francesca la redacció de les constitucions de la nova reforma. Francesca hi escrigué les constitucions de la nova comunitat i en redactà tres versions. La versió final partia de la regla original de Clara d'Assís, endurint les penitències, l'exercici del silenci i la clausura absoluta. Aquesta manca de contacte amb cap altra persona de l'exterior va fer que les monges fossin anomenades "sebollides vives".
Urbà VIII aprovà la reforma el 13 de juliol de 1638. Alguns nobles acolliren amb entusiasme la reforma i finançaren la fundació de nous monestirs. Així, Francesca fundà en 1631 el monestir de la Concezione d'Albano mercès a la princesa Caterina Savelli i Francesco Barberini. En 1638, fundà el de Santa Chiara de Palestrina amb l'ajut de Taddeo Barberini. Finalment, en 1645, fundà el de la Santissima Concezione (Roma), on morí en llaor de santedat. També projectà la fundació d'una branca de clarisses eremites a Fara Sabina.